# جوآن بنکس

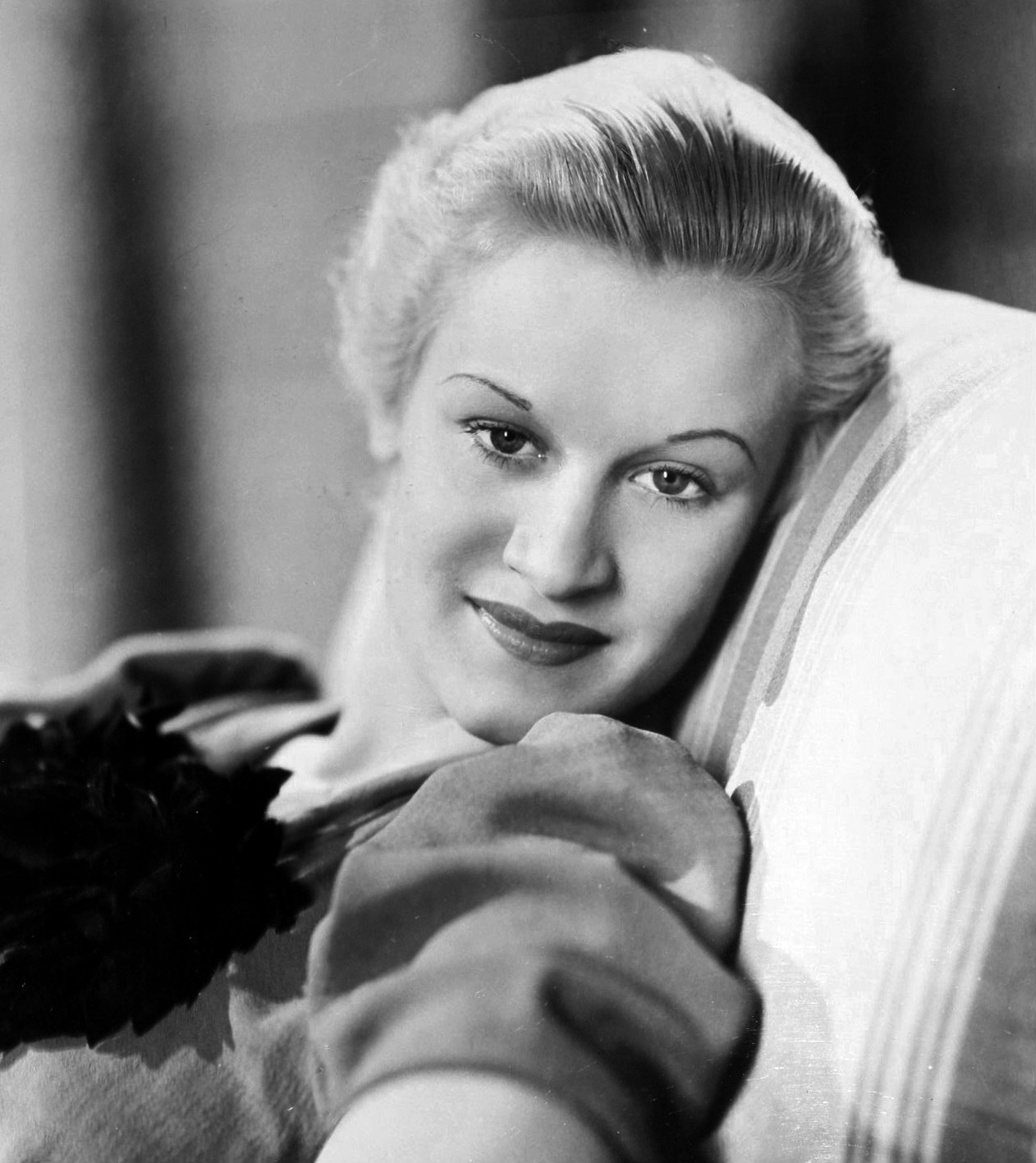

جوآن بنکس (زادهٔ ۳۰ اکتبر ۱۹۱۸ - درگذشتهٔ ۱۸ ژانویه ۱۹۹۸) بازیگر آمریکایی فیلم، تلویزیون، صحنه تئاتر و رادیو بود که اغلب با همسرش فرانک لاوجوی نقش آفرینی می‌کرد. بنکس به عنوان یک دختر کوچک در یک مدرسه بالهٔ روسی شرکت کرد و در دوران دبیرستان یک شناگر عالی بود. استعداد او باعث شد تا بورس تحصیلی آکادمی هنرهای دراماتیک آمریکا را دریافت کند. او در کالج هانتر تحصیل کرد.